# Compétitions sportives dans le Benelux
Plusieurs compétitions sportives dans le Benelux existent, du fait que ces trois pays ont une importance assez similaire au point de vue sportif, même si ces pays n'ont pas toujours la même culture sportive.

## Football

### BeNe League
La BeNe League est une compétition de football féminin créée en 2012, organisée conjointement par l'Union royale belge des sociétés de football association (URBFSA) et la Fédération royale néerlandaise de football (KNVB). Le championnat créé après le succès de la BeNe SuperCup réunit seize clubs, les huit meilleurs de Belgique et les huit meilleurs des Pays-Bas.
 Belgique
- Standard de Liège
- RSC Anderlecht
- Lierse SK
- Saint-Trond VV
- AA Gand Ladies
- Club Bruges KV
- Oud-Heverlee Louvain
- Royal Anvers FC Ladies

 Pays-Bas
- ADO La Haye
- FC Twente
- SC Telstar VVNH
- FC Utrecht
- PSV/FC Eindhoven
- PEC Zwolle
- SC Heerenveen
- AFC Ajax

- Palmarès : 2012-2013: FC Twente

### BeNe SuperCup
La BeNe SuperCup est une ancienne compétition de football féminin n'ayant connu que deux éditions, en 2011 et en 2012. Elle oppose le champion des Pays-Bas au champion de Belgique en une manche unique. La création de la BeNe League met un terme à la compétition.
- Palmarès :
  - 2011: Standard de Liège
  - 2012: Standard de Liège

### Chez les hommes
Un championnat Belgo-néerlandais fut mentionné plusieurs fois, comme en 2003 par le président du PSV Eindhoven, Harry van Raaij qui après l'idée de l'Euroligue (Belgique, Pays-Bas, Écosse, Portugal, Scandinavie) que déclina l'UEFA, avait repris l'idée du manageur du RSC Anderlecht, Michel Verschueren.
Cette idée consistait à créer un championnat qui pourrait rivaliser parmi les grands championnats européens comme la Premier League, la Liga BBVA, Série A, Bundesliga ou encore la Ligue 1, de plus les retombées économiques serait importante. Le championnat serait composé de huit clubs belges parmi lesquels on retrouverait le RSC Anderlecht, FC Bruges, KRC Genk, KAA Gand et le Standard de Liège en Belgique tandis qu'aux Pays-Bas, il serait certainement composé du PSV Eindhoven, Ajax Amsterdam, Vitesse Arnhem, AZ Alkmaar.
En 2006 le sélectionneur des Pays-Bas, Marco van Basten aujourd'hui entraîneur au SC Heerenveen, aimerait également voir naître un tel championnat pour également concurrencer les grands en Europe, et pour les retombées économiques.
En 2012, le président du Standard de Liège, Roland Duchâtelet, souhaite une création de championnats Belgo-néerlandais autrement le football belge va mourir de sa belle mort, il a également menacé que si cette compétition ne voit pas le jour, le Standard de Liège irait évoluer en Ligue 1.

## Rugby

### Benecup
La Benecup, appelée également ING Cup, est une compétition de rugby à XV organisée dans le cadre de la Coupe d'Europe des clubs de rugby à XV et disputée chaque année par des clubs belges et clubs néerlandais, et qui compte aussi les clubs allemands depuis 2011-12. Elle s'appelle depuis la Coupe de la mer du nord de rugby.
- Palmarès
  - 1997  Boitsfort  RC
  - 2005  Castricum RC
  - 2006  Boitsfort  RC
  - 2007  Castricum RC
  - 2008  Boitsfort  RC
  - 2012  SC 1880 Frankfurt
  - 2013  Heidelberger Ruderklub 1872 e.V.
  - 2014  TV Pforzheim
  - 2018  Rugby Club 't Gooi
  - 2019  RC Soignies

## Handball

### Benelux liga
La Benelux liga est une compétition de handball créée en 2008, cette compétition compte 12 équipes (quatre Belges, quatre Néerlandaises et quatre Luxembourgeoises), et se joue également sur l'ensemble des trois territoires.
 Belgique
- United HC Tongeren
- Initia HC Hasselt
- Achilles Bocholt
- Sporting Neerpelt-Lommel

 Pays-Bas
- HV KRAS/Volendam
- HV Fiqas Aalsmeer
- OCI Limburg Lions Geleen
- Kremer Hurry-Up Zwartemeer

 Luxembourg
- HB Esch
- Red Boys Differdange
- HB Dudelange
- HBC Bascharage

- Palmarès de la Benelux liga:
  - 2007-2008:  KV Sasja HC Hoboken
  - 2008-2009:  HV Fiqas Aalsmeer
  - 2009-2010:  HV KRAS/Volendam
  - 2010-2011:  HV KRAS/Volendam
  - 2011-2012:  HV KRAS/Volendam
  - 2012-2013:  Achilles Bocholt
  - 2013-2014  Initia HC Hasselt
  - 2014-2015  OCI Limburg Lions Geleen
  - 2015-2016  Initia HC Hasselt
  - 2016-2017  Achilles Bocholt
  - 2017-2018  Achilles Bocholt
  - 2018-2019  Achilles Bocholt

## Hockey sur glace

### North Sea Cup
L'Eredivisie est la plus haute ligue de hockey sur glace aux Pays-Bas et en Belgique. Depuis l'arrivée d'équipes belges dans la ligue pour la saison 2010-2011, la ligue est connue sous le nom de Coupe de la mer du Nord ou North Sea Cup.
 Belgique
- Leuven Chiefs
- Tilburg Trappers
- Turnhout White Caps

 Pays-Bas
- Amsterdam Capitals
- Eindhoven Kemphanen
- Geleen Ruijters Eaters
- Heerenveen Flyers
- HYC Herentals
- HYS La Haye

- Palmarès depuis l'apparition des clubs belges dans cette compétition:
  - 2010-2011:  HYS La Haye
  - 2011-2012:  Geleen Ruijters Eaters
  - 2012-2013:   HYS La Haye

## Cyclisme
L'Eneco Tour, également appelé Tour du Benelux, est une course cycliste assez importante puisqu'elle fait partie de l'UCI World Tour, elle se dispute en Belgique et aux Pays-Bas, bien que son nom indique qu´elle peut également emprunter les routes luxembourgeoises. Elle débute généralement par un prologue suivi de quelques étapes de plaine ou empruntant les massifs vallonnés des Ardennes belges ou du Limbourg néerlandais. Le dernier vainqueur de cette épreuve est l'Italien Sonny Colbrelli.